# Micrambyx flavomaculatus
Micrambyx flavomaculatus är en skalbaggsart som först beskrevs av Fuchs 1974.  Micrambyx flavomaculatus ingår i släktet Micrambyx och familjen långhorningar. Inga underarter finns listade i Catalogue of Life.